# Aulogymnus indicus
Aulogymnus indicus is een vliesvleugelig insect uit de familie Eulophidae. De wetenschappelijke naam is voor het eerst geldig gepubliceerd in 1992 door Arifa & Khan.